# Pollice verde
Pollice verde (Greenfingers) è un film del 2000 diretto da Joel Hershman.

## Trama
Vicino alla fine di una condanna per omicidio, Colin viene trasferito a Edgefield, un carcere sperimentale. Una volta lì, Colin incontra Fergus Wilks, anziano ergastolano malato di tumore. Il giorno di Natale Fergus regala a Colin un sacchetto di semi di violette. L’uomo pianta con grande scetticismo i semi in un punto del parco antistante alla struttura carceraria. Con grande sorpresa di entrambi, in primavera i semi fioriscono. Favorevolmente impressionato dalla vista dei fiori, il direttore del carcere incarica Colin, Fergus e altri tre detenuti di coltivare il primo giardino di Edgefield. Il progetto di rieducazione attira l'attenzione di un'esperta nazionale di giardinaggio, la scrittrice Georgina Woodhouse, che si offre di sponsorizzare la prima mostra botanica dei carcerati. Grazie all’impegno profuso, Colin viene rilasciato sulla parola e trova un nuovo amore in Primrose, la figlia di Georgina.

## Distribuzione
Il film è approdato nella TV italiana su Canale 5, in orario antimeridiano.

## Colonna sonora
La colonna sonora comprende il brano Sowing the Seeds of Love della band inglese Tears for Fears.